# Bazzania rabenhorstii
Bazzania rabenhorstii là một loài rêu tản trong họ Lepidoziaceae. Loài này được (Stephani) Abeyw. miêu tả khoa học lần đầu tiên năm 1959.